# Вернонбург (Джорджія)
Вернонбург (англ. Vernonburg) — місто (англ. town) в США, в окрузі Четем штату Джорджія. Населення — 139 осіб (2020).

## Географія
Вернонбург розташований за координатами 31°58′1″ пн. ш. 81°7′10″ зх. д. / 31.96694° пн. ш. 81.11944° зх. д. (31.966907, -81.119493).  За даними Бюро перепису населення США в 2010 році місто мало площу 1,06 км², з яких 0,90 км² — суходіл та 0,16 км² — водойми.

## Демографія
Згідно з переписом 2010 року, у місті мешкали 122 особи в 52 домогосподарствах у складі 42 родин. Густота населення становила 115 осіб/км².  Було 60 помешкань (57/км²).
Расовий склад населення:
| - 98,4 % — білих - 1,6 % — азіатів |

До двох чи більше рас належало 0,0 %. Частка іспаномовних становила 0,0 % від усіх жителів.
За віковим діапазоном населення розподілялося таким чином: 21,3 % — особи молодші 18 років, 54,1 % — особи у віці 18—64 років, 24,6 % — особи у віці 65 років та старші. Медіана віку мешканця становила 51,0 року. На 100 осіб жіночої статі у місті припадало 87,7 чоловіків;  на 100 жінок у віці від 18 років та старших — 84,6 чоловіків також старших 18 років.
Середній дохід на одне домашнє господарство  становив 197 098 доларів США (медіана — 140 156), а середній дохід на одну сім'ю — 209 333 долари (медіана — 140 625). За межею бідності перебувало 2,4 % осіб, у тому числі 0,0 % дітей у віці до 18 років та 0,0 % осіб у віці 65 років та старших.
Цивільне працевлаштоване населення становило 57 осіб. Основні галузі зайнятості: роздрібна торгівля — 33,3 %, освіта, охорона здоров'я та соціальна допомога — 24,6 %, фінанси, страхування та нерухомість — 12,3 %, науковці, спеціалісти, менеджери — 5,3 %.